# ヘロデ党
ヘロデ党(英語:Herodians)は、新約聖書に登場する集団の一つである。ヘロデ朝を支持する目的のユダヤ人の団体である。ナザレのイエスに敵対してパリサイ派と手を結んだ。
イエスはこの団体を指して、「ヘロデのパン種に気をつけよ」と言った。